# 小行星12350
小行星12350（12350 Feuchtwanger）是一颗绕太阳运转的小行星，为主小行星带小行星。该小行星于1993年4月23日发现。该小行星以作家利翁·福伊希特万格的名字命名。

## 轨道参数
小行星12350的轨道半长轴为2.5474127 UA，离心率为0.16。